# Alkanna
Alkanna (spanska alcana, italienska alcana, alchenna; av arabiska al-hinâ) Alkanna tinctoria, är en upp till 30 cm hög, flerårig ört. Bladen är mattgröna, avlånga och smala, hela örten är strävt luden. Alkanna blommar i juli till augusti med små, trattformiga blåröda blommor. Roten utgörs av en kraftig pålrot med rödlila rotbark. Alkanna förekommer vild i olika delar av Europa, exempelvis i södra England. Växten odlas som färgväxt bland annat i Ungern.

## Användning
Roten, speciellt rotens bark innehåller färgämnet alkannin.  Nyansen varierar med lösningens pH-värde:
| pH                    | Färg        |
| --------------------- | ----------- |
| 6,1 (surt)            | Rödbetsrött |
| 8,8 (alkaliskt)       | Purpur      |
| 10 (starkt alkaliskt) | Blått       |

Exempel på användningsområden:
- Växtfärgning‚ ger lila färger.
- Betsning av trä
- Kosmetika

## Förväxlingar
Namnet alkanna används inom växtfärgning även för ett flertal olika, besläktade såväl som icke besläktade, växter vars rot ger lila och mörkröda färger. 